# Crusader: No Regret
Crusader: No Regret — игра жанра action, разработанная Origin Systems и изданная Electronic Arts в 1996 году как сиквел Crusader: No Remorse.

## Геймплей
Игровой процесс схож с первой частью. В No Regret добавлено несколько новых пушек и анимаций смерти, включая обледенение (с последующим распадом на осколки), два вида таяния. В No Remorse, the Silencer (персонаж игрока) не мог носить с собой больше пяти видов оружия одновременно; в No Regret, всякие ограничения были сняты, в том числе и на количество денег.

## Сюжет
No Regret начинается через 46 часов после событий No Remorse. Грузовой корабль МЭК, направляющийся на Луну, подбирает капсулу, в которой находится Silencer. Во время посадки он устанавливает связь с местной ячейкой Сопротивления.
Консорциум использует Луну как рудник и как тюрьму, в которой содержится большинство политических диссидентов. Заключенные вынуждены добывать в шахтах дорогостоящий радиоактивный минерал Di-Corellium. На нём, фактически, держится всё производство электроэнергии на Земле.
Примерно половина всех известных запасов минерала находится на Луне, поэтому саботаж его поставок означал бы для МЭК серьёзные проблемы. Именно поэтому председатель Дрейган лично прибывает на станцию с инспекцией, после того как в добыче минерала возникли заминки. Возможно, не без помощи повстанцев, у которых есть база на обратной стороне. Дрейгган, мягко говоря, не обрадовался, когда узнал, что Silencer не только выжил после событий первой игры, но и может отправиться за ним.
На протяжении десяти миссии, Silencer работает над тем, чтобы избавить Луну от присутствия МЭК. Кульминацией становится перестрелка с Дрейганом, который управляет боевым роботом. Лунный штаб Консорциума оказывается уничтожен и Сопротивление получает контроль над добычей Di-Corellium, что даёт ему преимущество в дальнейшей борьбе.
Сюжет игры несколько более прост и прямолинеен, чем он был в первой части.

## Разработка
Обе игры используют доработанную версию изометрического движка Ultima VIII: Pagan, который полностью поддерживает SVGA графику. Звук сделан по технологии Asylum Sound System, с использованием файлов MOD вместо General MIDI, для сохранения аппаратных ресурсов и достижения высокого качества даже без дорогого железа. Каждая миссия имеет свою музыкальную тему. Композиторами саундтрека к играм выступили Эндрю Сега и Дэн Грандпре.
В обеих частях Crusader, для развития сюжета, используются полноэкранное видео с живыми актёрами. Обычно ролики запускаются по скрипту, в тот момент, когда игрок подходит к какому-либо важному персонажу. В таких видео-вставках происходит односторонний разговор актёров. Сам Silencer никак не озвучен.
Как и многие другие игры Origin, коробочные версии No Remorse и No Regret поставлялись со значительным количеством дополнительного материала, такого как постеры, газеты и руководства от МЭК и Сопротивления.
Рабочий вариант названия Crusader: No Regret был — No Quarter. Так же управление Origin одно время собиралось выпустить игру как Crusader II: No Regret. Отменённое мультиплеер-дополнение называлось Crusader: No Survivors.

## Переиздание
No Remorse и No Regret были переизданы с поддержкой современных операционных систем — Windows XP/7/8 и Mac OS X (10.8.6 или новее) на GOG.com.

## Оценка
| Русскоязычные издания | Русскоязычные издания |
| Издание               | Оценка                |
| --------------------- | --------------------- |
| PRO Игры              | 79 %                  |